# Mittleres Oberrheintiefland
Das Mittlere Oberrheintiefland ist eine naturräumliche Haupteinheit innerhalb der naturräumlichen Gliederung Deutschlands und gehört zur Großregion zweiter Ordnung 20–23 (D 53) Oberrheinisches Tiefland.

## Kenndaten
Es führt die Nr. 21 in der Systematik des Handbuchs der naturräumlichen Gliederung Deutschlands von Meynen/Schmithüsen (1953–1962). Das Gebiet ist laut diesem Handbuch 1.144,8 km² groß und hat zwischen dem Rhein und dem Schwarzwald eine Breite zwischen 10 und 20 km. Es erstreckt sich vom Kaiserstuhl und der Freiburger Bucht über 70 km weit nach NNO bis zu der Stollhofener Platte.

## Naturräumliche Gliederung
In den Einzelblättern 1:200.000 Nr. 169 Rastatt (1967) und Nr. 177 Offenburg (1967) der Geographischen Landesaufnahme der Bundesanstalt für Landeskunde wurde das Mittlere Oberrheintiefland wie folgt untergliedert:
- 210 Straßburg-Offenburger Rheinebene
  - 210.0 Rheinaue
    - 210.00 Freistetter Rheinaue
    - 210.01 Marlener Rheinaue
    - 210.02 Ottenheimer Waldaue
    - 210.03 Weisweiler Wald- und Mooraue

  - 210.1 Lichtenauer Dünenfeld
  - 210.2 Rheinbischofsheimer Platten
  - 210.3 Renchen-Bühler Niederung
    - 210.30 Renchen-Acher Niederung
    - 210.31 Bühler Niederung

  - 210.4 Kinzig-Schutter-Niederung
    - 210.40 Kinzig-Niederung
    - 210.41 Schutter-Niederung

  - 210.5 Offenburger Waldplatte (Schutterwald)
  - 210.6 Schutter-Elz-Niederterrasse
    - 210.60 Ottenheimer Platte
    - 210.61 Meißenheimer Altrhein
    - 210.62 Mahlberg-Kippenheimweiler Platte

  - 210.7 Elzniederung (Kenzinger Niederung)
  - 210.8 Forchheimer Niederterrassenplatte
  - 210.9 Wyhler Niederung

- 211 Lahr-Emmendinger Vorberge
  - 211.0 Lahrer Vorberge
    - 211.01 Ettenheimer Vorberge

  - 211.1 Emmendinger Vorberge

- 212 Ortenau-Bühler Vorberge
  - 212.0 Oos-Vorberge
    - 212.01 Bühler Vorberge

  - 212.1 Nördliche Ortenauer Vorberge
  - 212.2 Kinzig-Talweitung